# Ambassis gymnocephalus
Ambassis gymnocephalus är en fiskart som först beskrevs av Lacepède 1802.  Ambassis gymnocephalus ingår i släktet Ambassis och familjen Ambassidae. IUCN kategoriserar arten globalt som livskraftig. Inga underarter finns listade i Catalogue of Life.

## Bildgalleri

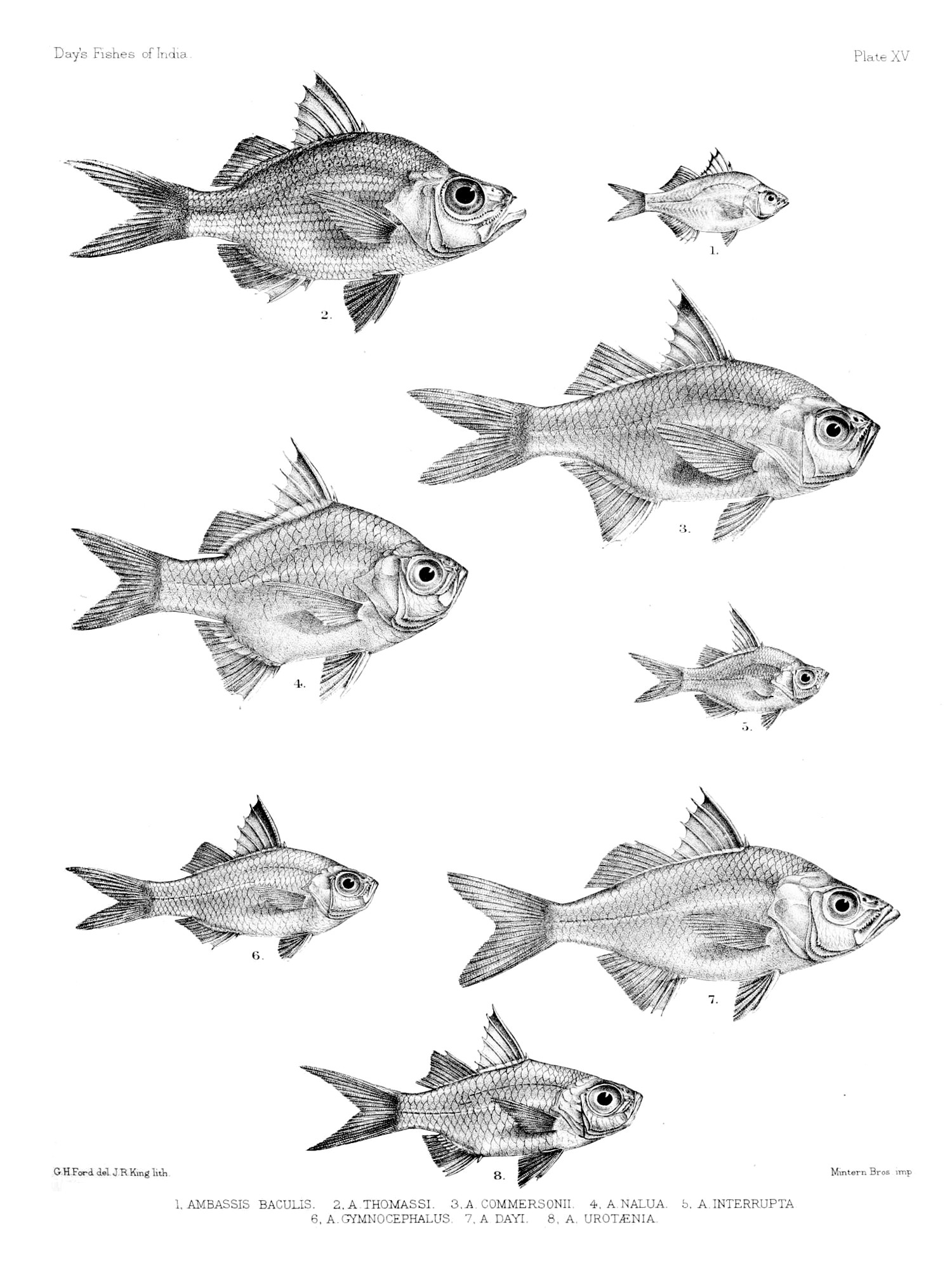